# Andreas Ivanschitz
Andreas Ivanschitz (Eisenstadt, Àustria, 15 d'octubre de 1983), és un jugador de futbol austríac que juga de centrecampista al Seattle Sounders FC dels Estats Units.
El 10 de juny el jugador va ser presentat oficialment pel Llevant UE. El jugador va arribar amb la carta de llibertat després d'haver acabat el contracte amb el Mainz 05 alemany, va firmar per tres anys.